# Mistrzostwa Polski w Szermierce 2019
Mistrzostwa Polski w Szermierce 2019 – 90. edycja indywidualnie i 79. edycja drużynowych mistrzostw Polski odbyła się w dniach 18-19 maja w Warszawie (szabla), 25-26 maja w Poznaniu (floret) i Krakowie (szpada)

## Medaliści

### kobiety
| Konkurencja:            | Złoto:                                                                              | Srebro:                                                                                   | Brąz:                                                                                          |
| Medalistki indywidualne |                                                                                     |                                                                                           |                                                                                                |
| floret                  | Martyna Synoradzka (AZS AWF Poznań)                                                 | Martyna Jelińska (Budowlani Toruń)                                                        | Martyna Długosz (AZS UAM Poznań) Katarzyna Lachman (AZS AWF Poznań)                            |
| szabla                  | Sylwia Matuszak (KKSz Konin)                                                        | Małgorzata Kozaczuk (AZS AWF Warszawa)                                                    | Angelika Wątor (Zagłębiowski Klub Szermierczy) Zuzanna Cieślar (Zagłębiowski Klub Szermierczy) |
| szpada                  | Ewa Trzebińska (AZS AWF Katowice)                                                   | Barbara Rutz (AZS Wratislavia)                                                            | Jagoda Zagała (Piast Gliwice) Renata Knapik-Miazga (AZS AWF Kraków)                            |
| Medalistki drużynowe    |                                                                                     |                                                                                           |                                                                                                |
| floret drużynowo        | KS AZS-UAM Poznań Marika Chrzanowska Martyna Długosz Hanna Łyczbińska Julia Walczyk | AZS AWF Poznań Katarzyna Lachman Martyna Synoradzka Aleksandra Wieczorek Antonina Lachman | Budowlani Toruń Zofia Brzezińska Karolina Żurawska Martyna Jelińska Marta Łyczbińska           |
| szabla drużynowo        | ZKS Sosnowiec Zuzanna Cieślar Karolina Cieślar Karolina Walczak Angelika Wątor      | KKSz Konin Katarzyna Kędziora Sylwia Matuszak Małgorzata Zawodniak Natalia Nowinowska     | AZS AWF Warszawa Małgorzata Kozaczuk Marta Mazurek Matylda Ostojska Emilia Rowińska            |
| szpada drużynowo        | AZS AWF I Warszawa Magdalena Piekarska Magdalena Pawłowska Sara Pytka Kamila Pytka  | AZS AWF Kraków Barbara Brych Renata Knapik-Miazga Anna Polis Aleksandra Zamachowska       | AZS-AWF Katowice Ewa Trzebińska Karolina Mrochem Martyna Swatowska Aleksandra Szklar           |

### mężczyźni
| Konkurencja:           | Złoto:                                                                                     | Srebro:                                                                         | Brąz:                                                                                             |
| Medaliści indywidualni |                                                                                            |                                                                                 |                                                                                                   |
| floret                 | Leszek Rajski (Wrocławianie)                                                               | Michał Siess (Fundacja GSF)                                                     | Michał Majewski (AZS AWF Warszawa) Andrzej Rządkowski (Wrocławianie)                              |
| szabla                 | Grzegorz Dominik (Zagłębiowski Klub Szermierczy)                                           | Mikołaj Grzegorek (MUKS VICTOR Warszawa)                                        | Mateusz Godlewski (KKSz Konin) Jakub Ociński (AZS AWF Katowice)                                   |
| szpada                 | Maciej Bielec (AZS Wratislavia)                                                            | Wojciech Kolańczyk (AZS Wratislavia)                                            | Radosław Zawrotniak (AZS AWF Kraków) Mateusz Nycz (Piast Gliwice)                                 |
| Medaliści drużynowi    |                                                                                            |                                                                                 |                                                                                                   |
| floret drużynowo       | Wrocławianie I Andrzej Rządkowski Maxime Tarasiewicz Leszek Rajski Paweł Szumielewicz      | AZS Warszawa Szymon Czartoryjski Michał Majewski Jakub Surwiłło Filip Żmijewski | AZS AWF Poznań Maciej Bem Bartosz Cegielski Adrian Wojtkowiak Bartosz Żurawski                    |
| szabla drużynowo       | MUKS VICTOR Warszawa Cezary Białecki Jakub Broniszewski Mikołaj Grzegorek Piotr Szczepanik | KKSz Konin Mateusz Godlewski Patryk Pałasz Adrian Stanisławski Stanisław Świerk | Zagłębiowski Klub Szermierczy Grzegorz Dominik Krzysztof Kaczkowski Michał Kochan Marcin Lipiński |
| szpada drużynowo       | AZS Wratislavia Maciej Bielec Daniel Marcol Wojciech Kolańczyk Michał Opałka               | Cracovia Aleksander Atanasov Karol Kostka Wojciech Sobieniecki Jan Sobiecki     | Piast Gliwice Sebastian Majgier Damian Michalak Marcel Baś Mateusz Nycz                           |